# NATO Rapid Deployable Corps - Greece
Il NATO Rapid Deployable Corps – Greece (Corpo di Reazione Rapida NATO NRDC-GR) è un alto comando operativo dell'Esercito greco, costituito nel 2004 il cui quartier generale è a Salonicco, in Grecia, destinato alla direzione delle operazioni internazionali multinazionali intraprese dall'Unione europea e della NATO. Originariamente il comando è stato costituito per andare a sostituire del tutto il III Corpo d'Armata dell'Esercito ellenico, assumendo il controllo delle sue unità di reazione rapida, ma, a partire dal 2009 i due quartieri generali essenzialmente coesistono come una formazione congiunta, ciascuna delle quali controlla diverse unità del vecchio corpo d'armata.

## Compiti
Il compito del Comando è quello di fare fronte, in caso di necessità immediata, allo schieramento di una forza multinazionale in un'area di crisi. Il comando deve essere pronto a condurre operazioni difensive, offensive, in supporto delle operazioni di peacekeeping, di aiuti umanitari ed altre operazioni da condurre sia dentro che fuori dall'area di responsabilità dell'Alleanza Atlantica e di interagire, nelle aree di crisi, con attori non militari, quali organizzazioni governative, organizzazioni non-governative e agenzie di aiuto umanitario.

## Storia
Il III° corpo d'armata venne costituito dopo le guerre balcaniche il 16 agosto 1913, provvisoriamente a Ioannina, sede che in seguito a un decreto regio dell 23 dicembre 1913 venne trasferita a Salonicco.
Il III corpo d'armata seguì le vicende storiche greche partecipando alla prima guerra mondiale e alla guerra greco turca; successivamente nel corso della seconda guerra mondiale, dopo aver preso parte al conflitto italo-greco affrontando il Regio Esercito, venne costretto a capitolare in seguito all'invasione tedesca del 1941 e ricostituito al termine del conflitto nel 1946, il III° corpo d'armata prese parte alla guerra civile che insanguinò la Grecia dal 1946 al 1949 e al termine della quale con la riorganizzazione dell'esercito ellenico il suo quartier generale venne ristabilito a Salonicco. Le unità facenti parte del II Corpo d'armata erano destinate a presidiare il confine nordorientale ad est del fiume Axios.
Nel mese di agosto 2001 il III° corpo d'armata ha avviato un processo di trasformazione e qualificazione come una forza NATO di Low Readiness (Force Low Readiness) con la denominazione di NATO Deployable Corps - Grecia (NDC-GR) cioè Corpo schierabile NATO.
Dopo aver raggiunto la capacità operativa iniziale (IOC) nel dicembre 2003, è stato attivato come una forza militare NATO, guadagnando lo status internazionale nel mese di agosto del 2004.
Nel giugno 2005 la formazione ha raggiunto la piena capacità operativa (FOC) e il 29 settembre 2005, dopo l'approvazione e la raccomandazione del Comitato militare della NATO, il Consiglio Nord Atlantico (NAC) ha confermato NDC-GR come un quartier generale NATO FLR cioè forza a bassa prontezza.
Nel giugno 2008 il quartier generale ha approvato una valutazione Combat Readiness (prontezza al combattimento) utilizzando i criteri di Forza elevata prontezza.
Nell'ottobre 2009 la Grecia ha offerto proposto il NDC-GR nel ruolo di Land Component Command (LCC) per la NATO Response Force e per assumere il ruolo LCC nel piano di rotazione NRF a lungo termine ha dovuto essere sottoposto a un Combat Readiness Evaluation (CREVAL - valutazione della prontezza al combattimento); questa valutazione è stata condotta nel giugno 2011, e la forza è stata dichiarata "Combat Ready".
Nell'ottobre-novembre 2011, la forza è stata certificata come LCC per la NRF 2012 a seguito del processo di valutazione attraverso due grandi esercitazioni: "Briliant Ledger 11" e "Steadfast Juncture 11".
Il NDC-GR ha assunto il ruolo NRF Land Command Component, per l'anno 2012 e in seguito dell'esito positivo di questa missione, la Grecia, ha deciso di aggiornare la forza in HRF (High Ready Force - forza ad alta prontezza) informarndo le autorità dell'alleanza che hanno accettato la proposta greca.
NRDC-GR è uno dei nove comandi ad alta prontezza della struttura delle forze della NATO.

## Struttura
- III Corpo d'armata, con sede a Salonicco
  - III Corpo d'armata battaglione quartier generale
  - 8ª brigata fanteria motorizzata, con sede a Ioannina (Epiro
  - 9ª brigata fanteria motorizzata, con sede a Kozani (Macedonia Occidentale)
  - 10ª brigata fanteria motorizzata, con sede a Serres (Macedonia)
  - 15º Reggimento fanteria motorizzata, con sede a Kastoria (Macedonia)
  - 3ª brigata trasmissioni

## Stemma
Lo stemma è costituito da simboli nazionali greci e della NATO insieme con il titolo "tagliare il nodo gordiano", che si riferisce ad Alessandro Magno che giunto nella città di Gordio provò a sciogliere il nodo gordiano, un intricato nodo di robusta corda in corteccia di corniolo che secondo la leggenda, chiunque fosse stato in grado di sciogliere avrebbe conquistato tutto il mondo allora conosciuto; non riuscendovi, il condottiero decise semplicemente di tagliarlo a metà con la spada.